# Boisar
Boisar är en ort i Indien.   Den ligger i distriktet Thane och delstaten Maharashtra, i den västra delen av landet, 1 100 km söder om huvudstaden New Delhi. Boisar ligger 16 meter över havet och antalet invånare är 15 692.
Terrängen runt Boisar är huvudsakligen platt, men åt sydost är den kuperad. Terrängen runt Boisar sluttar västerut. Runt Boisar är det tätbefolkat, med 442 invånare per kvadratkilometer. Närmaste större samhälle är Pālghar, 11,9 km söder om Boisar. Omgivningarna runt Boisar är en mosaik av jordbruksmark och naturlig växtlighet.